# Syntechna angulata
Syntechna angulata är en insektsart som beskrevs av Morgan Hebard 1924. Syntechna angulata ingår i släktet Syntechna och familjen vårtbitare. Inga underarter finns listade i Catalogue of Life.